# Paweł Gancarz
Paweł Jarosław Gancarz (ur. 25 kwietnia 1985 w Ząbkowicach Śląskich) – polski polityk, samorządowiec i rolnik, w latach 2014–2023 wójt gminy Stoszowice, w latach 2023–2024 podsekretarz stanu w Ministerstwie Infrastruktury, od 2024 marszałek województwa dolnośląskiego.

## Życiorys
Absolwent zarządzania przedsiębiorstwem międzynarodowym na Wydziale Zarządzania Polsko-Czeskiej Wyższej Szkoły Biznesu i Sportu „Collegium Glacense” oraz Uniwersytetu Ekonomicznego we Wrocławiu. Kształcił się także na Uniwersytecie Przyrodniczym we Wrocławiu i na studiach podyplomowych MBA na Uniwersytecie Ekonomicznym w Krakowie. Zajął się prowadzeniem własnego gospodarstwa rolnego. Pracował w Agencji Restrukturyzacji i Modernizacji Rolnictwa oraz w Dolnośląskim Ośrodku Doradztwa Rolniczego we Wrocławiu. Działacz ochotniczej straży pożarnej, objął funkcję wiceprezesa dolnośląskiego zarządu wojewódzkiego Związku Ochotniczych Straży Pożarnych RP.
W 2005 zaangażował się w działalność polityczną w ramach Polskiego Stronnictwa Ludowego. W 2016 wybrany na prezesa dolnośląskich struktur partii, wszedł w skład jej Naczelnego Komitetu Wykonawczego. W 2010 bez powodzenia ubiegał się o funkcję wójta gminy Stoszowice. W 2014 i 2018 wybierany na to stanowisko w pierwszej turze wyborów. Z ramienia PSL startował do Sejmu w 2015 i w 2019 (jako lider listy). W 2023 był kandydatem do Senatu w okręgu nr 5 (przegrał z Aleksandrem Szwedem różnicą 508 głosów). W grudniu 2023 został powołany na stanowisko podsekretarza stanu w Ministerstwie Infrastruktury, powierzono mu odpowiedzialność za transport drogowy, drogi publiczne i bezpieczeństwo ruchu drogowego.
W 2024 z ramienia Trzeciej Drogi uzyskał mandat radnego Sejmiku Województwa Dolnośląskiego VII kadencji. 21 maja tego samego roku, po odrzuceniu przez radnych kandydatury Michała Jarosa z Koalicji Obywatelskiej, został wybrany na urząd marszałka województwa (z wynikiem 28 głosów). W tym samym roku, bez powodzenia kandydował później do Parlamentu Europejskiego w okręgu nr 12.

## Wyniki w wyborach
| Wybory | Komitet wyborczy                               | Komitet wyborczy                           | Organ                 | Okręg          | Wynik           |
| ------ | ---------------------------------------------- | ------------------------------------------ | --------------------- | -------------- | --------------- |
| 2010   |                                                | KWW Stoszowice – Gmina Sprawna i Przyjazna | Wójt Gminy Stoszowice | –              | 484 (22,71%)    |
| 2014   |                                                | KWW Pawła Gancarza                         | Wójt Gminy Stoszowice | –              | 1236 (54,81%)   |
| 2015   |                                                | Polskie Stronnictwo Ludowe                 | Sejm VIII kadencji    | nr 2           | 1099 (0,47%)    |
| 2018   |                                                | KWW Pawła Gancarza                         | Wójt Gminy Stoszowice | –              | 1484 (63,66%)   |
| 2019   |                                                | Polskie Stronnictwo Ludowe                 | Sejm IX kadencji      | nr 2           | 7615 (2,69%)    |
| 2023   |                                                | Trzecia Droga                              | Senat XI kadencji     | nr 5           | 55 593 (35,45%) |
| 2024   | Sejmik Województwa Dolnośląskiego VII kadencji | Trzecia Droga                              | nr 3                  | 12 170 (5,68%) |                 |
| 2024   | Parlament Europejski X kadencji                | Trzecia Droga                              | nr 12                 | 9583 (0,84%)   |                 |

## Życie prywatne
Syn Lesława i Danuty. Żonaty, ma dwoje dzieci.